# Libro de las claras e virtuosas mugeres
El Libro de las claras e virtuosas mugeres es un texto encomiástico. Se compuso en el periodo más agitado de Juan II de Castilla, con el gobierno revuelto y los enemigos ganando terreno. El mismo autor, Álvaro de Luna, afirma en la conclusión del tercer libro que alternó lo que definió como sus dos deberes: luchar por Castilla y su rey, y defender a las mujeres de las malas lenguas. Dos días antes de dar fin a su libro, el condestable concluyó el asedio de Atienza con éxito, zona que había sido ocupada por los navarros. La obra se finalizó el 14 de agosto de 1446. Fue escrita por el valido del rey Juan II,  Álvaro de Luna, con la colaboración de algunos autores como Juan de Mena. La obra consta de un proemio y tres libros, donde narra ejemplos de mujeres bíblicas, paganas y cristianas, en este mismo orden. Álvaro de Luna escribió esta obra en respuesta a la misoginia de la época impulsada por escritores como Boccaccio.  Este texto tuvo una gran difusión en la época, y es incluso probable que estuviera incluido en la biblioteca de la reina Isabel la Católica.

## Contexto literario
La figura de Juan II es descrita por los historiadores como un rey débil de voluntad y descuidado en los intereses de su reino. Sin embargo, su madre, Catalina Lancaster, le inculcó su pasión por las letras. 
La Corte brillaba por la presencia de los mayores  eruditos de la época. Juan II contaba con más de doscientos poetas, entre ellos destacan Diego de Valera y Juan de Mena, entre otros. 
Los poemas que se componían se ofrecían en grandes fiesta realizadas en la Corte, que eran acompañadas con música. Gracias a la presencia de estos eruditos el humanismo se hace hueco en la Corte juaniana.
Esta recuperación de la Antigüedad se verá reflejada en autores como el anteriormente mencionado, Juan de Mena, el Marqués de Santillana, e incluso, Don Álvaro, cuya obra, Libro de las claras e virtuosas mugeres tiene gran influencia.
Álvaro de Luna firma en 1446, cuando aún se encontraba en la villa de Atienza, la obra de Libro de claras e virtuosas mugeres, cuya finalidad era defender la naturaleza virtuosa de la mujer que había sido atacada en diversas ocasiones con una fuerte crítica misógina. 
Esta escritura misógina tiene largas raíces en la tradición occidental anterior. Encontramos grandes referencias, como la Sátira VI de Juvenal y un célebre fragmento de De nuptiis  de Teofrasto.
Esta tradición se forma de manera muy enriquecida con argumentos religiosos en contra de la mujer. El Discurso misógino se establece como tema de actualidad en la época medieval.  
La literatura era hostil con la mujer. En diversas obras medievales podemos observar este discurso, donde se describe a la mujer con los típicos topoi, entre ellos destaca la maldad femenina. 
Boccaccio en un primer momento escribió dos obras con un elevado componente misógino: De casibus virorum illustrium y Il corbaccio. Más tarde se retractó con la obra De claris mulieribus. 

## Autoría
Álvaro de Luna escribió una valiosa poesía, aunque sin duda alguna su gran obra maestra es el Libro de las claras e virtuosas mugeres. Gómez Redondo apunta que aunque tuviera a su disposición una officina, el libro refleja toda su personalidad autoral: «Es sospechable que los familiares de Luna le sirvieran datos, cuando no biografías ya formadas, pero parece cierta una intervención personal de don Álvaro en el diseño y construcción formal de la obra, a tenor de las correspondencias que pueden establecerse con su pensamiento y con su visión política y cultural » Aunque el libro no fuera escrito por él en su totalidad y hablando desde un punto de vista referencial y teniendo en cuenta que corresponde en su totalidad al mundo del valido de Juan II, sin lugar a dudas, el libro estaría escrito para su persona y la proyección de sí mismo que quería proyectar en sociedad: un hombre de armas pero a la vez un hombre letrado defensor de las mujeres.

## Género
El Libro de las claras e virtuosas mugeres pertenece la literatura didáctica moral dedicada a la figura femenina, que en el siglo XV comienzan a ganar importancia y a ponerse de moda. De este mismo género destaca posteriormente en el siglo XVI la obra de Fray Luis de León,  La perfecta casada.
En el tratado se combinan materias diversas como la prosa doctrinal de tipo religioso, político, filosófico, pedagógico, etc.
Este género nace para defender la posición misógina que en el siglo XV. Aparte de la obra del condestable encontramos obras como  Libro de las mujeres ilustres de Alonso de Cartagena, Tratado en defensa de las mugeres, escrita por Diego de Valera, dos años antes de la publicación de la obra de don Álvaro.

## Estilo
El tratado está escrito en un momento clave de la historia del castellano. Es aquí cuando se producen ciertos cambios a nivel lingüístico en la lengua, que podemos observar comparando los tres libros que componen la obra.
En la Edad Media los sermones tenían un  adoctrinante (docere, explicare et diputare). Sin embargo, los sermones renacentistas buscan entretener (venerari, gratulari et laudare). Don Álvaro aglutina estas dos ideas en su obra.
Libro de las claras e virtuosas mugeres posee unos preámbulos al principio de la obra, con cierta conexión interna temática y lingüística, que se dedica a estudiar cuestiones teológicas sobre la naturaleza de la mujer. 
Hay momentos en la obra donde Luna hace ver al lector  la excelencia de la virtuosa y, después, hace una pequeña comparativa entre la historia de la dama en cuestión y un hombre valeroso elogiado por la tradición.
El libro, en forma de tractatus latino con una argumentatio constituida por exemplas en forma tripartita, denota fuertes raíces medievales. Sirve, también, como método para conocer no solo el fondo cultural del autor sino también su época, que poco a poco se alejaba del arraigado medievalismo.
La elocución es suave y digna de la mejor prosa tratadística del momento. Debido al método compositivo de utilizar diversas fuentes y escribir a partir de estas, podríamos considerar a este escrito un gran difusor de fuentes de la Antigüedad clásica como las Décadas de Tito Livio, de la Edad Media como Leyenda aurea de Jacobo de Vorágine, y del humanismo como De mulieribus claris. El Libro de las claras e virtuosas mugeres  proporciona además, valiosos datos sobre el programa personal y político de su autor. Finalmente, Gómez Redondo apunta que el texto es el que mejor permite conocer el modelo cultural de la corte juanina.

## Disposición general de la obra
El Libro de las claras e virtuosas mugeres se divide en tres partes muy diferenciadas; un proemio en el que se establece el plan general de la obra, cinco razonamientos dispuestos en cinco preámbulos que desarrollan las razones de la defensa y, finalmente, tres libros marcados cronológicamente en los que narra más de cien casos de mujeres virtuosas del mundo bíblico, clásico y cristiano.
El proemio es escaso pero a la vez completo. Desarrolla uno de los ejemplos más claros de intencionalidad al que pudiera aspirar un escritor medieval: rescatar la memoria de todas las mujeres, de todos los estados, pueden ser santas como  imperiales, o reales, etc. Según el modelo de los tres estamentos comunes a la Edad Media, vemos que Luna mantiene la defensa de las mujeres desde las capas más altas del estamento noble hasta las más bajas (pudiendo llegar a otros estados). Cabe destacar la posibilidad de una salvación de mujeres del tercer estado, lo que nos hace pensar que Álvaro de Luna podría estar pensando en su propia madre, la plebeya Cañeta. También contesta a Boccaccio quien sí menciona a algunas mujeres (quien al fin y al cabo es una de sus fuentes fundamentales), aunque con un fin muy distinto.
Tras el proemio, Luna comienza su largo catálogo de mujeres con cinco preámbulos en los que procura la función total y mensaje de su obra.
Ridiculiza hasta el punto más absurdo el argumento de sus contemporáneos misóginos quienes mantenían que las mujeres son poco virtuosas. Así pues, al encontrar ejemplos de virtud en todos los momentos de la historia, la mujer debe ser lo contrario, virtuosa por naturaleza. Además, entiende que si la mujer y el hombre tienen la misma capacidad para la virtud, también, deberían tener la misma capacidad para la salvación. También, se aborda una contestación ante el dedo acusador que culpa a la mujer del pecado original.
Debido a su estructura tripartita, en la obra se ve reflejada la cultura eclesiástica. Esto se debe a los propósitos (las virtudes de la mujer a seguir), por los modelos elegidos y la erudición debida al uso de las fuentes cristianas. Esto demostraría que este libro, e incluso podríamos decir que toda la literatura del siglo XV en general, es más medieval que humanista, pues bien se puede considerar al Libro de las claras e virtuosas mugeres una obra de transición. 
Luna entiende que de igual manera que Jesucristo limpió el pecado de los hombres, la Virgen María, al dar a luz al Salvador, limpió el de las mujeres.
El libro de Luna basa su defensa de la mujer en la Biblia, pues en determinadas partes se critica a los hombres deshonestos y no por ello se extiende la crítica a todos los hombres de igual manera que no se debe hablar de que la Biblia critique a todas las mujeres puesto que solo lo hace de las deshonestas. Llega incluso a mencionar de pasada eso sí el encomio a la mujer virtuosa. 
Finalmente, mantiene que la primera de todas las mujeres virtuosas debe ser por necesidad, la Virgen María. Luna acoge su obra la protección de la Virgen como en un ejemplo del activismo marianista bajo el que se forma.
Tras los cinco preámbulos Luna pasa a escribir los casos de las mujeres virtuosas mencionadas. Esta parte es en propiedad un catálogo de mujeres que reescribe la historia de la mujer en disposición cronológica con una división en tres secciones o libros. Desde la primera página, se introduce una serie de calificativos concretos para cada tipo de mujeres.  Las mujeres bíblicas eran claras, santas y virtuosas, mientras que las romanas son claras y virtuosas pero no santas y las del tercer libro son virtuosas y santas pero no claras. 

### El primer libro: las mujeres bíblicas
Luna recogen el primer libro aquellas mujeres que vivieron bajo la ley de la escriptura (el Antiguo Testamento). Aunque las dos últimas aparecen también en el nuevo punto, Luna combina historias bíblicas muy conocidas con otras menos difundidas y sigue la cronología genealógica que lleva a la Virgen. Comienza el listado de mujeres famosas partiendo de la Virgen María, de este modo, Luna responde a una tradición cuatrocentista que cristianiza las famosas invocaciones que iniciaban los largos poemas griegos. Usa la exclamación, un procedimiento retórico muy común en otro de los discursos medievales a los que se acerca la obra de Luna: la hagiografía. De este modo, Luna combina el modelo de la narración épica cristianizada con el de laja hagiografía y el compendio.

### El segundo libro: las mujeres del mundo clásico
En la disposición casi cronológica del libro de Luna, las mujeres que se destacan después de los ejemplos de virtud del Antiguo Testamento son aquellas que no viven bajo ley de scriptura sino de Natura,es decir, que no conocen la palabra revelada. Este segundo libro presenta el listado más largo de mujeres de los tres repertorios, ochenta y nueve historias contando las digresiones. De este modo, Luna divide el segundo libro en dos secciones: las mujeres romanas y las mujeres gentiles no romanas. 
Resulta cuanto menos curioso que un autor Cristiano trate tanto de las mujeres paganas puesto que no conocían la ley de gracia sino la ley de naturaleza y que considere que estas mujeres paganas pueden seguir como espejo de virtud para las cristianas de este modo, Luna mantiene una cierta continuidad entre el proyecto cultura romana y el Cristiano. Para Luna, Roma puede ser ejemplo de los cristianos puesto que representa el antecedente más directo de estos apuntó Asimismo las virtudes del hombre político romano también eran virtudes para el pueblo cristiano: Fides, justitia, prudentia, clementia, pietas…

### El tercer libro: las mujeres cristianas
El tercer libro se dedica a veintiuna mujeres que han vivido bajo la palabra revelada lo que era considera como la ley de gracia. A estas mujeres, como en el libro anterior hay que añadir un número de discusiones e incluso una breve mención a Santa Valeria que no se desarrolla puntos y las paganas deberán resultar buen espejo de virtud para las contemporáneas, las santas, el que habían vivido bajo la ley de gracia resultan mucho mejor modelo incluso. Luna destaca por encima de todas las santas Santa Catalina puesto que decida acabar su gran obra con una adaptación de su leyenda. Las mujeres de la última sección del libro tienden a presentar una mayor presencia de las artes liberales y de la institución y el conocimiento como corresponde lógicamente a la edad de la palabra revelada. 

## La transmisión textual
La obra de Luna se conserva en 5 manuscritos. Dos de ellos, el 207 y el 2654, son del siglo XV y se conservan en la Biblioteca Universitaria de Salamanca.
El manuscrito 207 es el más lujoso de todos, en vitela fina y con ricos adornos: reclamo compuesto por dibujos a pluma, orlas con motivos vegetales y humanos, y las armas de don Álvaro de Luna. Algunos críticos aseguran que el manuscrito perteneció al propio Luna, mientras otros apuntan a la posibilidad de que el manuscrito estuviese destinado a la reina María de Castilla, quien murió antes de su conclusión en 1445, pero ninguna de las hipótesis reúne pruebas suficientes para ser corroboradas. El manuscrito 2654 es mucho más modesto que el anterior, en papel, aunque, a diferencia del 207, su ornamentación si está terminada y contiene el proemio de Juan de Mena. Otro manuscrito que contiene la obra y se conserva en esa misma biblioteca salamanquina  es el 2200, que unos datan del siglo XVI y otros en el XVII. En la biblioteca de Menéndez Pelayo de Santander se conserva en manuscrito 76, de 1703, que fue sacado por Santiago del Moral de un libro de la biblioteca del conde de Villaumbrosa. Por último, en el BNE, se conserva en manuscrito 19165, de 1857, copiado del manuscrito 207, por orden del entonces Rector de la Universidad de Salamanca.
No obstante, parece que pudieron contarse con dos manuscritos más. Sin embargo, o bien no se conservan hoy, o no se han catalogado y permanecen en paradero desconocido. Uno habría pertenecido a la biblioteca de Isabel la Católica, y sería, según parece, un manuscrito con gran riqueza de adornos, del siglo XV o primeros años del XVI. El otro pertenecería a la biblioteca del conde de Villaumbrosa y de él derivó el manuscrito 76. Lo único que se sabe de él es que seguramente fuera de vitela, estaría iluminado y se podría fechar entre 1446 y 1677. 

## Las directrices temáticas
Según Julio Vélez - Sainz encontramos las siguientes directrices temáticas: 
El Libro de las virtuosas e claras mugeres se sostiene sobre una discusión del concepto de la virtud, ya presente en el título de la obra, como primer fundamento ideológico. Siguiendo así una tradición ya apuntada de los catálogos de mujeres ilustres donde se debate si las mujeres son virtuosas o no y si su virtud es la misma que la del hombre la doctrina aristotélica mantenía al hablar de la virtud masculina y femenina una estricta separación de roles, funciones y aspiraciones. 
La segunda directriz temática importante es la necesidad de rescatar unos espejos de virtud de la historia. El de Luna pretende hacer que se despierte la memoria de las mujeres, hasta entonces sepultadas en las tinieblas del olvido.
La tercera directriz temática es el uso pedagógico de estas vidas seleccionadas por Luna, que han de servir de modelo a las mujeres contemporáneas. Muchos autores como Vicente de Beauvais e incluso Reyes como Luis IX de Francia se interesaron por la educación femenina, que ya en la época comenzaba a ser un preocupación, que solía tomar forma o bien de sermones o de tratados pedagógicos. 
La última directriz temática importante es mucho más interesada: Luna establece un esquema autopromoción cortesana en el que se presenta como Caballero ideal y modelo de la cortesía partir de las virtudes caballerescas y convencionales. El valido de Juan II  coincide con la doctrina común de la época en la que el Caballero mejor afortunado es aquel que rechaza los bienes materiales. 

## El feminismo en elLibro de las claras e virtuosas mugeres
La crítica la ha destacado como «una obra en defensa (de la mujer) sin ambigüedades, sin duda, el ejemplo más importante del género en español». Una ambiciosa obra de carácter enciclopédico que cuenta con un proemio del autor, cinco preámbulos y tres libros que contienen más de cien exemplas de virtudes femeninas de todo tipo. Michael Gerli mantiene que es el ejemplo máximo del estilo profeminista en términos de ahistoricidad, elevación y grandilocuencia de tono».
Luna escribe en respuesta a la tradición misógina medieval y a aquellos que dicen mal de las mujeres. La historia del debate sobre la mujer en la Edad Media es muy amplia aunque encontremos una serie de tradiciones de importancia que confluye en lo que conformaría la noción que se tendría de la mujer como concepto en el siglo XV.
La defensa de la mujer que hace, se encuadra en el ámbito caballeresco, además de tener algo de juego cortesano, y constituyendo de esta forma una de las primeras manifestaciones feministas en España. De esta manera, podría tratarse de una obra destinada principalmente a un público femenino, dado el carácter edificante y utilitario del libro. Esta finalidad lo pondría en consonancia con las siguientes obras:  Libre de les dones de Francesc Eiximenis, el Jardín de las nobles doncellas, de Fray Martín de Córdoba y La perfecta casada de Fray Luis de León, destinadas a un auditorio femenino.
En este momento histórico encontraríamos diversas tendencias profeministas, donde podrían encuadrarse una serie de obras, como las mencionadas arriba. que surgieron como reacción a Il Corbaccio  de Giovanni Boccaccio, una cruda diatriba contra el sexo femenino. En Castilla, la primera obra genuinamente misógina es el Arcipreste de Talavera o Corbacho escrita por Alfonso Martínez de Toledo en 1438. A partir de esta obra surgirían los enfrentamientos de los autores profeministas y de los antifeministas.
Podría considerarse que Luna escribió el libro con objeto de figurar como hombre de letras y protector de las mujeres, aunque también existe la teoría  que dice que utilizó sus biografías para formar una suerte de tratado de doctrinas, políticas y moral. Sin embargo, parece exagerado creer que Luna escribió su obra solo para exponer dichas doctrinas o para figurar como letrado sin ningún tipo de interés personal. De igual forma, podríamos encajonar al autor en el bando profeminista, ya que con su obra pretende defender a las mujeres de los ataques maledicentes mostrando una igualdad de sexos por medio de diversos ejemplos.

## Recepción de la obra en la época
La obra tuvo buena recepción en la época. No solo sabemos esto por palabra de Mena, sino también por otros datos: en primer lugar, la obra aparece reflejado en la capilla de Santiago de la catedral de Toledo, dispuesto y contratado por la hija del condestable, doña María de Luna; así mismo, se han localizado copias del manuscrito en su reconstrucción arqueológica de la biblioteca de Isabel la Católica. Es decir, el texto tuvo una cierta difusión en la época y parece muy posible que el texto del Libro se leyera y conociera dentro de la corte de Isabel la Católica, que tenía como referente el Jardín de nobles doncellas de Fray Martín de Córdoba.  
Sin embargo, pese a la celebridad de su autor, hasta el siglo XIX no existen más alusiones a  Libro de claras e virtuosas mugeres que una mención en un inventario de bienes de Isabel la Católica. La poesía gozaba de un efecto social más conocido que la prosa doctrinal que cultiva el Condestable, que tras su muerte,  era considerada de menor trascendencia social. 
Aunque no fue lo único que escribió don Álvaro,  Libro de claras e virtuosas mugeres no es más que un aislado ejercicio de demostración erudita, muy habitual en el siglo XV. Además, quien escribía y criticaba a don Álvaro, tras su muerte, contaba ya con suficiente material para retratar al Condestable y no era necesario mencionar este texto. 
Tras el ajusticiamiento de su autor, la obra pasa de puntillas por los siglos XVI, XVII y XVIII, aunque indudablemente existió algún aislado interés por la relevancia histórica del personaje. Pero, pese a las muestras de copias aisladas, el tratado de don Álvaro en defensa de las  mujeres virtuosas resulta absolutamente desconocido hasta el XIX, cuando se comienza crear el canon literario de la época medieval.

## Ediciones
- CASTILLO, Manuel, Libro de las claras e virtuosas mugeres por el condestable de Castilla don Álvaro de Luna, Maestre de la Orden de Santiago del Espada. Madrid y Toledo: Rafael G. Menor, 1908 (acceso al ejemplar digitalizado). Hubo una segunda edición en Valencia: Prometeo, 1910 (reeditada facsimilarmente en Valladolid: Maxtor, 2002, ISBN 9788497610360).
- MENÉNDEZ Y PELAYO, Marcelino, Libro de las virtuosas e claras mugeres que fizo e compuso el condestable don Álvaro de Luna maestre de la orden de Santiago. Madrid: Sociedad de Bibliófilos Españoles, 1891 (acceso al ejemplar digitalizado).
- PONS RODRÍGUEZ, Lola, Virtuosas e claras mugeres (1446). Burgos: Instituto Castellano y Leonés de la Lengua, 2008 (acceso al ejemplar digitalizado).
- VÉLEZ-SAINZ, Julio, Libro de las virtuosas e claras mugeres. Madrid: Cátedra, 2009.

## Estudios
- BOYER, Agustín, "Estudio descriptivo del Libro de las virtuosas e claras mugeres de don Álvaro de Luna: fuentes, género y ubicación en el debate". Berkeley: University of California (tesis doctoral).
- FRADEJAS RUEDA, José Manuel, "Manuscritos y ediciones de las Virtuosas e claras mugeres de don Álvaro de Luna", en The Medieval Mind. Hispanic Studies in Honour of Alan Deyermond. Londres: Tamesis Books, 1997, pp. 139–152. ISBN 1-85566-051-2
- GIL SANZ, Álvaro, "Don Álvaro de Luna y su obra (MS): Las claras e virtuosas mugeres", Revista de España, 92 (1883): 390–401.
- —, 2007, “Cesarán las palabras: la lengua de los diálogos en un texto cuatrocentista” Cahiers d´études hispaniques médiévales. [Homo viator. Errance, pèlerinage et voyage initiatique dans l´Espagne médiévale] 30: págs. 289-320.
- —, 2006, “Sobre quanto limitativo en español preclásico” en Actas VI Congreso de Historia de la Lengua Española. Madrid 29 septiembre-4 de octubre de 2003, eds. José Luis Girón Alconchel y José Jesús de Bustos Tovar, Arco Libros.
- —, 2004, “Una reflexión sobre el cambio lingüístico en el siglo XV” en Actas del V congreso andaluz de Lingüística General. Homenaje al profesor José Andrés de Molina Redondo. Tomo III. Granada, Granada Lingvistica Serie Collectae, págs. 1563-1577.
- —, 2002, “Notas sobre los tipos de argumentación en la prosa del XV: prouar por razones”, Anuario de la Asociación de Jóvenes Investigadores de Historiografía e Historia de la Lengua Española 1: págs. 281-292.
- GÓMEZ REDONDO, Fernando, Historia de la prosa medieval castellana. vol. III: Los orígenes del humanismo. El marco cultural de Enrique III y Juan II, Madrid, Cátedra, 2002. ISBN 978-84-376-2002-2
- VÉLEZ-SAINZ, Julio,  “Mecenazgo y representación: Álvaro de Luna en el Libro de las virtuosas e claras mugeres, el castillo de Escalona y la catedral de Toledo” Hispanic Review, 80.2. (2012): 175-198.
- —, 2002, “Boccaccio, virtud y poder en el Libro de las claras e virtuosas mugeres de Álvaro de Luna” La corónica 33.1: págs. 107-22.